# Stenotarsus malayensis
Stenotarsus malayensis es una especie de coleóptero de la familia Endomychidae.

## Distribución geográfica
Habita en Malasia y Borneo.